# Ursula Curtiss
Ursula Reilly Curtiss (* 8. April 1923 in Yonkers, New York; † 10. Oktober 1984 in Albuquerque, New Mexico) war eine US-amerikanische Schriftstellerin.

## Leben
Ursula Reilly wurde als Tochter der Schriftstellerin Helen Reilly geboren. Ihre Schwester Mary McMullen ist ebenfalls Schriftstellerin. Sie studierte am Westport Connecticut College und arbeitete anschließend als Reporterin. 1947 heiratete sie John Curtiss und nahm dessen Nachnamen an. Mit der Veröffentlichung ihres ersten Kriminalromans Voices Out of Darkness, welcher 1955 von N. O. Scarpi übersetzt im Schweizer Scherz Verlag unter dem Titel Stimme aus dem Dunkel erschien, debütierte sie als Schriftstellerin. Es folgten 21 weitere Krimiromane, die alle im Scherz Verlag erschienen, wobei sie unter anderem von Elisabeth Vergés-Wirz, Maria Meinert, Ursula von Wiese, Hiltgunt Monecke, Alexander Marmann und Alix E. Koenig übersetzt wurden.
Zum ersten Mal wurde 1957 mit The Deadly Climate eine Geschichte von ihr verfilmt. 1968 erfolgte die Neuverfilmung der gleichen Geschichte. Auch ihr Debütroman Voice Out of Darkness wurde zweimal verfilmt: einmal 1965 unter dem Titel Es geschah um 8 Uhr 30 und beim zweiten Mal als Fernsehfilm unter dem deutschen Titel Todesspiele. Ihr 1962 erschienener Roman The Forbidden Garden (deutsch: Die Pappelallee) wurde 1969 unter dem Titel Eine Witwe mordet leise verfilmt.
Curtiss starb an ihrer Krebs-Erkrankung am 10. Oktober 1984. Sie hinterließ ihren Ehemann und die zwei gemeinsamen Kinder.

## Werke
| Erscheinungsjahr | Originaltitel                                                       | Jahr (Übersetzung) | Deutscher Titel                                           | Übersetzer            |
| ---------------- | ------------------------------------------------------------------- | ------------------ | --------------------------------------------------------- | --------------------- |
| 1948             | Voice Out of Darkness                                               | 1955               | Stimme aus dem Dunkel                                     | N. O. Scarpi          |
| 1950             | The Second Sickle                                                   | 1954               | Ein Mörder schleicht ums Haus                             | –                     |
| 1951             | The Noonday Devil                                                   | 1962               | Spuren in der Nacht                                       | Elisabeth Vergés-Wirz |
| 1953             | The Iron Cobweb                                                     | 1957               | Das eiserne Spinngewebe                                   | –                     |
| 1954             | The Deadly Climate                                                  | 1958               | Schritte im Nebel                                         | –                     |
| 1956             | Widow’s Web                                                         | 1960               | Der Mann mit dem Papageiengesicht                         | –                     |
| 1957             | The Stairway                                                        | 1959               | Schatten an der Wand                                      | –                     |
| 1958             | The Face of the Tiger                                               | 1961               | Die lächelnde Maske                                       | –                     |
| 1960             | So Dies the Dreamer                                                 | 1962               | Tod dem Träumer (Alternativ: Träum’ schön vom Tod (1982)) | Alix E. Koenig        |
| 1961             | Hours to Kill                                                       | 1963               | Das Haus der leblosen Vögel                               | Ursula von Wiese      |
| 1962             | The Forbidden Garden (Alternativ: Whatever Happened to Aunt Alice?) | 1964               | Die Pappelallee                                           | Alix E. Koenig        |
| 1963             | The Wasp                                                            | 1965               | Die Wespen                                                | Alix E. Koenig        |
| 1964             | Out of the Dark (Alternativ: Child’s Play)                          | 1966               | Der Spielverderber                                        | Maria Meinert         |
| 1966             | Danger Hospital Zone                                                | 1968               | Mord in Narkose                                           | Alexander Marmann     |
| 1968             | Don’t Open the Door                                                 | 1970               | Der Mörder steht vor meiner Tür                           | Hiltgunt Monecke      |
| 1971             | Letter of Intent                                                    | 1973               | Schatten der Vergangenheit                                | Marianne Lipcowitz    |
| 1975             | The Birthday Gift (Alternativ Dig a Little Deeper)                  | 1978               | Alles Böse zum Geburtstag                                 | Ruth Bieling          |
| 1977             | In Cold Pursuit                                                     | 1979               | Kalte Jagd in Mexiko                                      | Ruth Bieling          |
| 1979             | The Menace Within                                                   | 1981               | Das unheimliche Grauen                                    | Felix von Poellheim   |
| 1980             | The Poisoned Orchard                                                |                    |                                                           |                       |
| 1982             | Dog in the Manger ou Graveyard Shift                                |                    |                                                           |                       |
| 1983             | Death of a Crow                                                     | 1986               | Tod einer Krähe                                           | Edith Walter          |